# Corallimorphus
Corallimorphus is een geslacht van neteldieren uit de klasse van de Anthozoa (bloemdieren).

## Soorten
- Corallimorphus denhartogi Fautin, White & Pearson, 2002
- Corallimorphus ingens Gravier, 1918
- Corallimorphus niwa Fautin, 2011
- Corallimorphus pilatus Fautin, White & Pearson, 2002
- Corallimorphus profundus Moseley, 1877
- Corallimorphus rigidus Moseley, 1877